# Teorema de Størmer
Na  teoria dos números , o teorema de Størmer, em homenagem a Carl Størmer, fornece um finito vínculo sobre o número de pares de números consecutivos lisos (ou friáveis) que existem, para um dado grau de lisura, e proporciona um método para encontrar todos os pares, utilizando a equações de Pell.